# Хаити (острво)
Хаити или Хиспаниола, Хиспањола (шп. La Española) је велико острво у Карипском мору. Део је острвља Велики Антили, које припада карипској групи острва. На њему се налазе две државе — Хаити и Доминиканска Република. Налази се између Кубе на западу и Порторика на истоку, тачно у појасу урагана. Острво је најпознатије по првим европским колонијама у Новом свету, које је основао Кристифор Колумбо. Хаити је десето острво по насељености на свету и најнасељеније острво у Америкама, као и 22. острво по величини у свету.
Хаити је место једног од првих европских насеља у Америци, Ла Навидад (1492–1493), као и првог правог града, Исабела (1493–1500), и првог сталног насеља, садашње престонице Доминиканске Републике, Санто Доминго (према процени основаног 1498). Ова насеља су основана сукцесивно током сваког од прва три путовања Кристофора Колумба.

## Историја

### Преколумбовска историја
Људи из архајског доба стигли су са копна пре око 6.000 или 7.000 година. Највећи староседелачки народ на острву Хаити у време првог сусрета са Европљанима били су Таини (Острвски Араваци). Народ Аравак је настао у делти Оринока, ширећи се из данашње Венецуеле. Они су стигли на Хаити око 1200. године. Свако друштво на острву је било мало независно краљевство са поглаваром познатим као касик. Године 1492, која се сматра врхунцом Таина, на острву је постојало пет различитих краљевстава, Харагва, Игвеј (Кејзчиму), Магва (Хухабо), Сигвајос (Кајабо или Магвана) и Мариен (Бајноа). Много различитих таинских језика је такође постојало у овом временском периоду. Још увек постоји жестока дебата о величини популације народа Таино на острву Хаити 1492. године, али се процене крећу од не више од неколико десетина хиљада, према генетској анализи из 2020. године, до више од 750.000.
Таински дом се састојао од кружне зграде са кровом од ткане сламе и палминог лишћа. Већина појединаца је спавала у популарним висећим мрежама, али су се користили и травнати кревети. Касик је живео у другачијем објекту са већим правоугаоним зидовима и тремом. Село Таина је такође имало раван терен који се користио за игре лоптом и фестивале. У погледу религије, народ Таино је био политеистичан, а њихови богови су се звали Земи. Верско богослужење и плес су били уобичајени, а лекари или свештеници су такође консултовали Земије за савет током јавних церемонија.
У својој исхрани, Таини су се ослањали на месо и рибу као примарни извор протеина; на копну ловили су мале сисаре, укључујући пацове и слепе мишеве, али и змије, а у језерима и мору патке и корњаче. Таинои су се такође ослањали на пољопривреду као основни извор хране. Да би се спречила ерозија аутохтони народ Хаитија узгајао је усеве користећи конуко, што је велика хумка пуна лишћа и фиксних усева. Неки од уобичајених пољопривредних усева били су маниока, кукуруз, тиква, пасуљ, паприка, кикирики, памук и дуван, који се користио као аспект друштвеног живота и верских обреда.
Таини су често путовали, ради риболова или због сеоба, за путовања по воденим површинама (рекама и морем) користили су удубљене кануе са веслима. Више од 100 људи могло је да стане у неке од већих кануа. Таинои су често долазили у контакт са Карибима, још једним домородачким народом. Народ Таино је у борби користио лукове и стреле са отровним врховима, као и ратне тољаге. Када се Колумбо искрцао на Хаити, многе таинске вође су желеле заштиту од Кариба.